# Công An Hà Nội FC
Der Công An Hà Nội Football Club (vietnamesisch Câu lạc bộ bóng đá Công An Hà Nội), auch bekannt als CAHN, ist ein 2008 gegründeter vietnamesischer Fußballverein aus der Provinz Ninh Bình. Aktuell spielt der Verein in der höchsten Liga des Landes, der V.League 1.

## Erfolge
- Vietnamesischer Zweitligameister: 2022  ▲
- Vietnamesischer Meister: 2023
- Vietnamesischer Pokalsieger: 2024/25
- ASEAN Club Championship: 2024/25 (2. Platz)

## Stadion

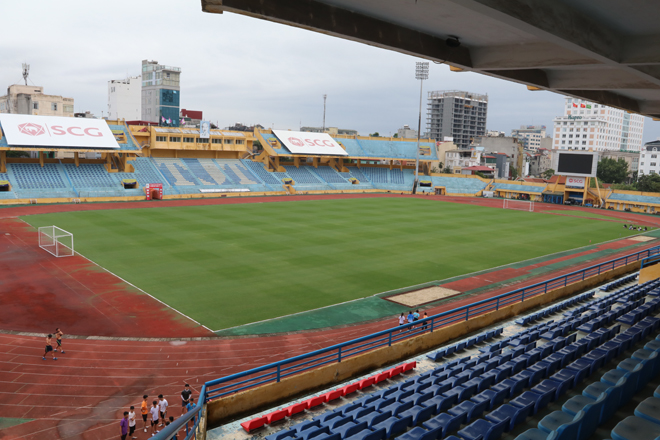
Hàng-Đẫy-Stadion

Der Verein trägt seine Heimspiele im Hàng-Đẫy-Stadion (vietnamesisch Sân vận động Hàng Đẫy) in Hanoi (vietnamesisch Hà Nội) aus. Das Stadion hat ein Fassungsvermögen von 22.500 Personen.

## Trainerchronik
Stand: Oktober 2024
| Trainer            | Nation                | von               | bis               |
| ------------------ | --------------------- | ----------------- | ----------------- |
| Mai Trần Hả        | Vietnam               | 2008              | 2013              |
| Nguyễn Đức Thắng   | Vietnam               | 2013              | 2014              |
| Phạm Minh Đức      | Vietnam               | 2014              | 2015              |
| Phan Bá Hùng       | Vietnam               | 2015              | 2017              |
| Nguyễn Văn Tuấn    | Vietnam               | 2018              | 2022              |
| Vũ Quang Bảo       | Vietnam               | 30. März 2021     | 30. April 2022    |
| Thạch Bảo Khanh    | Vietnam               | 1. Mai 2022       | 30. November 2022 |
| Paulo Foiani       | Brasilien             | 1. Januar 2023    | 27. April 2023    |
| Flavio Cruz        | Brasilien             | 28. April 2023    | 23. August 2023   |
| Tien Dai Tran      | Vietnam               | 23. August 2023   | 11. November 2023 |
| Gong Oh-kyun       | Südkorea              | 12. November 2023 | 15. Januar 2024   |
| Kiatisuk Senamuang | Thailand              | 16. Januar 2024   | 14. Mai 2024      |
| Tran Tien Dai      | Thailand              | 15. Mai 2024      | 22. Mai 2024      |
| Alexandré Pölking  | Deutschland Brasilien | 23. Mai 2024      |                   |

## Saisonplatzierung
| Saison  | Liga       | Level | Platz   | Vietnamese Cup | ASEAN Club Championship |
| ------- | ---------- | ----- | ------- | -------------- | ----------------------- |
| 2022    | V.League 2 | 2     | 0001. ▲ | 1. Runde       | –                       |
| 2023    | V.League 1 | 1     | 1.      | Achtelfinale   | –                       |
| 2023/24 | V.League 1 | 1     | 6.      | Achtelfinale   | –                       |
| 2024/25 | V.League 1 | 1     | 3.      |                | 2. Platz                |